# Гокон V
Гокон V Магнуссон (давньоскан. Hákon V Magnússon; нар. 10 квітня 1270 — пом. 8 травня 1319) — король Норвегії з 1299 до 1319 року. Походив з династії Інглінгів.

## Життєпис
Був сином Магнуса VI, короля Норвегії, та Інгеборги Естрідсен. Про молоді роки Гокона мало відомостей. Став правити після свого брата Ейріка II.
У листопаді 1299 був коронованих в Осло на короля Норвегії.
Він продовжив політику на зміцнення Норвегії. Було побудовано фортеці Акершус та Богус неподалік від Осло. У 1314 році Гокон V остаточно переніс столицю держави до Осло.
Разом з тим він проводив зовнішню політику, спрямовану на встановлення мирних стосунків із сусідами — Швецією та Данією. Гокон V продовжував війну з Данією, втім у 1309 році зумів укласти вигідний договір з цім королівством. Свою доньку видав за Еріка Фолькунга, брата Біргера I, короля Швеції.
Король Норвегії уклав союзницьку угоду з Робертом I, королем Шотландії, й допомагав йому у боротьбі з Англією.
Після смерті Гокона V корону Норвегії успадкував його онук — Магнус Фолькунг. Після Гокона V Норвегія фактично втратила незалежність до 1905 року і перебувала у складі Швеції або Данії.

## Родина
Перша дружина — Євфімія (1270—1312), донька гюнтера Рюгенського, графа Арнштейна.
Діти:
- Інгеборга (1301—1361), дружина Еріка Фолькунга, герцога Седерманладського

Коханка (ім'я невідоме).
Діти:
- Агнес (1290—1319), дружина Гавтора Янсона, норвезького аристократа